# Sue King
Susanne Gay „Sue“ King, OAM (* 24. April 1950 in Sydney als Sue Newman) ist eine ehemalige australische Squashspielerin.

## Karriere
Sue King war von den 1970er-Jahren bis 1981 als Squashspielerin aktiv. Mit der australischen Nationalmannschaft wurde sie 1979 Vizeweltmeisterin. In den fünf Begegnungen kam sie dreimal zum Einsatz und gewann zwei Partien. Sie unterlag lediglich der Britin Teresa Lawes in fünf Sätzen.
1979 nahm sie außerdem an den Weltmeisterschaften im Einzel teil und scheiterte im Viertelfinale an Sue Cogswell. Bereits 1976 hatte sie das Finale der British Open erreicht, in dem sie Heather McKay unterlag. Zwei Jahre darauf erreichte sie erneut das Endspiel und setzte sich, gegen Vicki Hoffmann, dieses Mal durch. Darüber hinaus gewann King 1975 und 1976 die australischen Amateurmeisterschaften, sowie 1973 die Welsh Open, 1976 die Irish Open und die Scottish Open sowie 1980 die South of England Open.
Nach ihrer aktiven Karriere war sie im administrativen Bereich und als Trainerin tätig. 1999 erhielt King für ihre Verdienste um den Squashsport die Medal of the Order of Australia, ein Jahr später erhielt sie die Australian Sports Medal. 2009 wurde King in die Squash Australia Hall of Fame aufgenommen.

## Erfolge
- Vizeweltmeisterin mit der Mannschaft: 1979